# Hartmut Schade
Hartmut Schade (* 30. listopadu 1954, Radeberg) je bývalý východoněmecký fotbalista, záložník, reprezentant Východního Německa (NDR). Po skončení aktivní kariéry působil jako trenér.

## Fotbalová kariéra
Ve východoněmecké oberlize hrál za Dynamo Drážďany, nastoupil ve 199 ligových utkáních a dal 34 gólů. V letech 1973, 1976, 1977 a 1978 získal s Dynamem Drážďany mistrovský titul a v letech 1977, 1982 a 1984 východoněmecký fotbalový pohár. V Poháru mistrů evropských zemí nastoupil ve 20 utkáních a dal 4 góly a v Poháru vítězů pohárů nastoupil v 16 utkáních a dal 1 gól. Za reprezentaci Východního Německa (NDR) nastoupil v letech 1974–1980 ve 28 utkáních a dal 4 góly. V roce 1976 byl členem vítězného týmu za LOH 1976 v Montréalu, nastoupil ve 4 utkáních a dal 1 gól.

## Ligová bilance
| Ročník          | Zápasy | Góly | Klub            |
| --------------- | ------ | ---- | --------------- |
| I. liga 1972/73 | 1      | 0    | Dynamo Drážďany |
| I. liga 1973/74 | 23     | 5    | Dynamo Drážďany |
| I. liga 1974/75 | 8      | 2    | Dynamo Drážďany |
| I. liga 1975/76 | 22     | 4    | Dynamo Drážďany |
| I. liga 1976/77 | 26     | 6    | Dynamo Drážďany |
| I. liga 1977/78 | 25     | 3    | Dynamo Drážďany |
| I. liga 1978/79 | 24     | 7    | Dynamo Drážďany |
| I. liga 1979/80 | 15     | 2    | Dynamo Drážďany |
| I. liga 1980/81 | 1      | 0    | Dynamo Drážďany |
| I. liga 1981/82 | 23     | 2    | Dynamo Drážďany |
| I. liga 1982/83 | 15     | 2    | Dynamo Drážďany |
| I. liga 1983/84 | 16     | 1    | Dynamo Drážďany |
| CELKEM I. liga  | 199    | 34   |                 |